# Squaxin-szigeti rezervátum

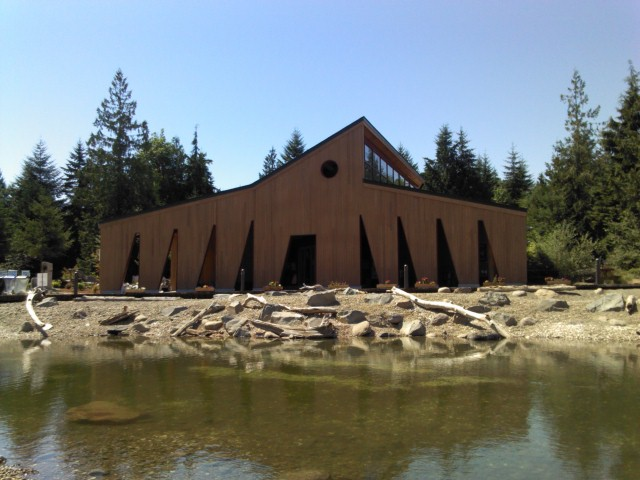
A múzeum épülete

A Squaxin-szigeti rezervátum az USA Washington államának Mason megyéjében található indián rezervátum.
Az egykor a lushosheet nyelvet beszélő népcsoportok 1855-ben költöztek ide.

## Múzeum
A körülbelül 2007 óta működő Squaxin Island Museum, Library and Research Center egy 2002-ben épült, 1200 négyzetméter alapterületű épületben található. A mennydörgésmadárra emlékeztető létesítményt egy seattle-i vállalat tervezte. A múzeumnak otthont adó telket a Taylor Shellfish Company tulajdonosai adományozták a törzsnek.

## Paddle to Squaxin Island
1989-ben az államalapítás évfordulóján kilenc kenu indult útnak Seattle felé; 1993-ban már 23 jármű tartott Bella Bella felé. 1993 óta a „The Paddle-t” évente megrendezik; a házigazda szerepét az indián törzsek töltik be.
A „Paddle to Squaxin Island” eseményen 102 kenu ért célba. A Squaxin Museum és az Evergreen Állami Főiskola által rendezett, a Nemzeti Művészeti Alap által finanszírozott eseményen negyvenezer néző vett részt.

## Fordítás
- Ez a szócikk részben vagy egészben  a   Squaxin Island Tribe című angol Wikipédia-szócikk ezen változatának fordításán alapul.  Az eredeti cikk szerkesztőit annak laptörténete sorolja fel. Ez a jelzés csupán a megfogalmazás eredetét és a szerzői jogokat jelzi, nem szolgál a cikkben szereplő információk forrásmegjelöléseként.